# Daniel Wayne Sermon
Daniel Wayne "Wing" Sermon (nascido em American Fork, Utah, em 15 de junho de 1984) é um músico americano, mais conhecido como o guitarrista da banda Imagine Dragons.

## Biografia e carreira
Sermon tem quatro irmãos e cresceu como membro d'A Igreja de Jesus Cristo dos Santos dos Últimos Dias.Em sua juventude, Sermon aprendeu a tocar violoncelo e violão. Mesmo sendo criança, estava determinado a ser um guitarrista. Seu pai tinha um amplificador audiófilo de qualidade, um toca-discos, e todos os álbuns dos Beatles em vinil, que Sermon gostava de ouvir. Ele também amava os sons de Tom Scholz (do Boston) e sua abordagem para solos. Ele estudou na Berklee College of Music, onde a dupla se formou em desempenho de guitarra e composição, graduando-se em 2008. No tempo em que estudou no Berklee College of Music, fez parte de um grupo de five-guitar chamado The Eclectic Electrics. Wayne Sermon viu Dan Reynolds se apresentar em um clube do Utah e se aproximou dele para conversar sobre seus interesses musicais. Reynolds convidou Sermon para participar de sua banda e se mudar para Las Vegas. Sermon seria o baixista, Em seguida, convidou Ben McKee para se juntar à banda em Las Vegas e o baterista Daniel Platzman, também amigo de Wayne na Berklee College of Music, finalizou o grupo, a convite de McKee. Em Las Vegas, a banda se apresentou e aperfeiçoaram seu ofício quase todas as noites em um salão. Sermon tem insônia crônica e muitas vezes vai gravar músicas durante o meio da noite, dormindo apenas umas poucas horas por dia. Sermon descreveu seu estilo de toque como 'textual'.

## Equipamento

### Guitarras elétricas
- BiLT Electric Guitar with built-in effects[6][7]
- Gibson Jeff Tweedy Signature SG[8]
- ELIXIR Strings

### Guitarras acústicas
- Gibson J-45[8]
- Gibson Honky Tonk Deuce

### Equipamento de som
- Line 6 M9 Stompbox Modeler[6]
- Vintage Vox AC30 Amps with Top Boost Kit from Plexi Palace
- Friedman Smallbox 50 with 65 Amp 2x12 Whiskey cabinet

## Vida pessoal
Sermon casou com Alexandra Hall, uma bailarina e pós-graduada da Universidade Brigham Young, na Califórnia, em 18 de fevereiro de 2011. Em 26 de julho de 2014, Sermon e Hall tiveram seu primeiro filho, River James Sermon. Em 21 de janeiro de 2016, tiveram seu segundo filho, Wolfgang Alexander Sermon.